# تیوتر

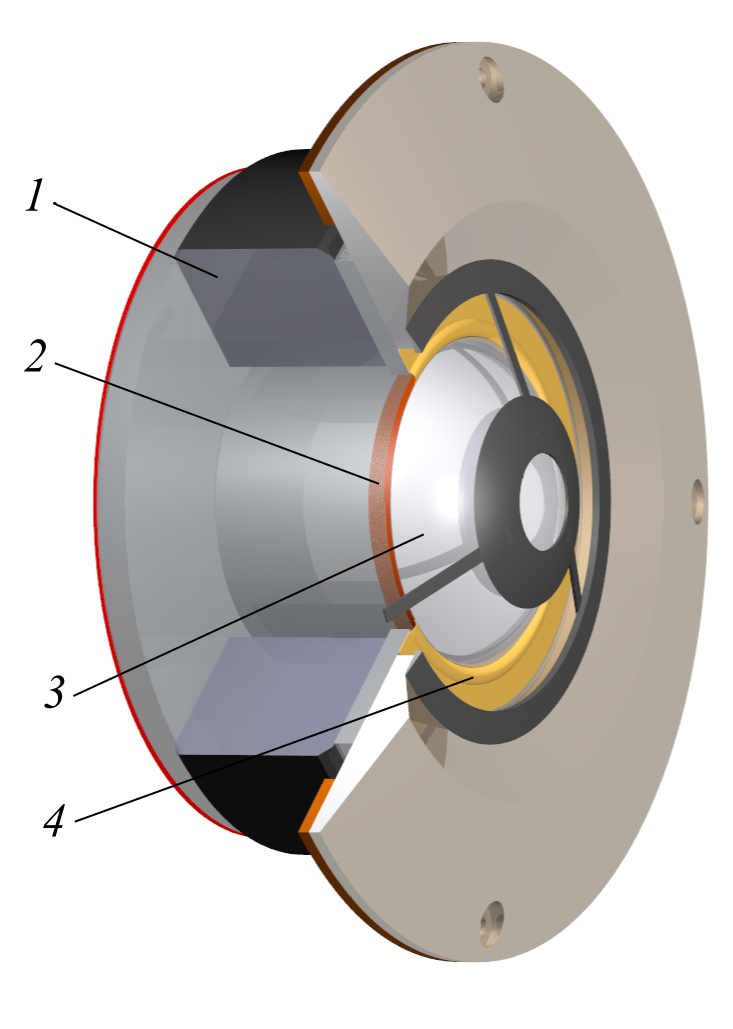
نمایش یک برش از توویتر پویا، با لنز آکوستیک و یک غشا گنبدی شکل. 1. آهنربا 2. سیم‌پیچ صدا 3. غشاء 4. سیستم تعلیق

توویتر (انگلیسی: Tweeter) یا در اصلاح ادوات موسیقی سخنران یک تریبل یا سه برگردان کنندهٔ صدا، نوعی خاص از بلندگو است که معمولاً به شکل گنبدی یا شیپوری شکل می‌باشد، این وسیله در جهت تولید و اجرای صداهای صوتی با فرکانس بالا طراحی و ساخته شده است، به طور معمول در حوالی رنج فرکانس ۲۰۰۰ هرتز تا ۲۰۰۰۰ هرتز (که معمولاً بالاترین حد شنوایی انسان است) کار می‌کند.
توویترهای تخصصی می‌توانند فرکانس‌های بالاتر از ۱۰۰ کیلو هرتز را نیز پردازش و پخش کنند، نام منتخب برای این وسیلهٔ صوتی در حقیقت از بسامد بالای صدای برخی از پرندگان (tweets) گرفته شده، برخلاف ووف‌ها که نقطه مقابل توویتر هستند و نام آنها مشتق شده از صدای بسیاری از سگ‌ها است، ووف‌ها صداهای با بسامد پایین را پخش می‌کنند و به نام ووفر شناخته می‌شوند

## نگارخانه

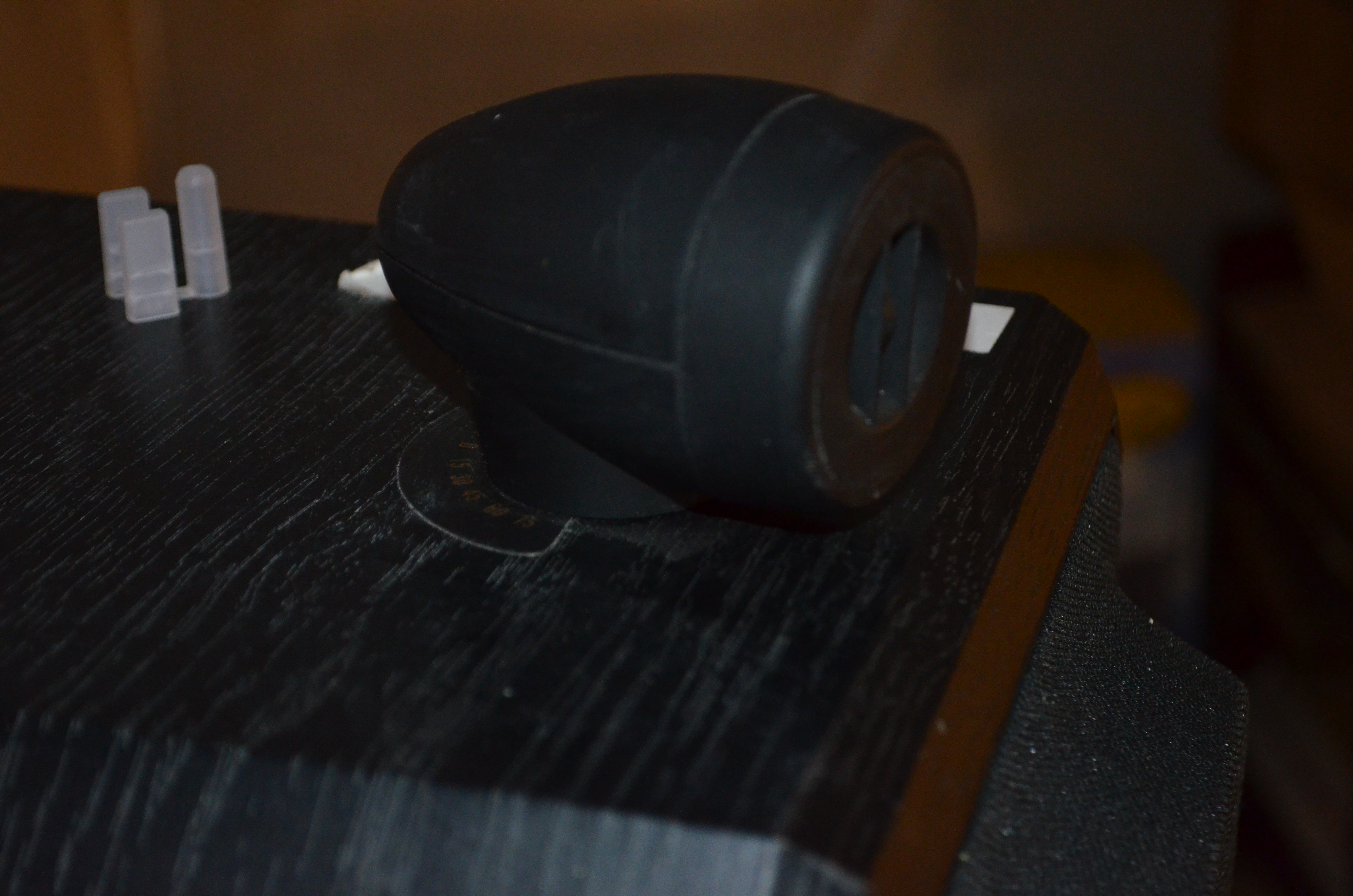